# Storia dell'animazione russa
Nella storia della produzione animata della Russia, vi sono stati dei contributi maggiori sia per il cinema sia per la televisione durante il periodo sovietico, pertanto può essere riferita per alcuni tratti come la storia dell'animazione sovietica. Tuttavia, rimane un settore quasi inesplorato nello studio del cinema e nella storia al di fuori della Russia.

## Le origini

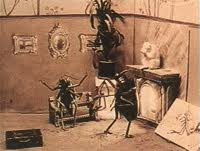
Un fotogramma dal corto di Władysław Starewicz La vendetta del cameraman (1911)

Il primo animatore russo fu Alexander Shiryaev, un primo ballerino e coreografo del balletto Mariinskij che realizzò dei corti animati con una pionieristica tecnica a passo uno e in modo tradizionale tra il 1906 e il 1909. Costruì uno studio improvvisato nel suo appartamento dove ricreava accuratamente vari balletti — prima realizzando migliaia di schizzi e dopo provandoli usando delle marionette artigianali; utilizzava una cinepresa Biokam 17,5 mm e riprendeva fotogramma per fotogramma. Širyaev non vedeva l'animazione come una vera e propria forma d'arte, ma piuttosto come uno strumento per studiare la plasticità dell'uomo, con la speranza di poter utilizzare i suoi corti per fini educativi. Soltanto poche persone hanno avuto la possibilità di vedere queste pellicole dimenticate poi durante il periodo sovietico, sebbene Fëdor Lopuchov menzionerà gli esperimenti di Širyayev nelle sue memorie. Nel 1995 furono riscoperti dallo storico del balletto Viktor Bocharov che era entrato in possesso degli archivi di Širyayev mantenuti al sicuro dal fotografo Daniil Saveljev, un caro amico della famiglia di Širyayev. Nel 2003 Bocharov pubblicò un documentario, Belated Premiere, che includeva frammenti di vari film realizzati da Aleksandr Širyayev. La Aardman Animations venne coinvolta nel processo di restauro e digitalizzazione.
Il secondo artista russo a sperimentare l'animazione in modo indipendente fu Władysław Starewicz, noto in Russia come Vladislav Starevič. Essendo un biologo, iniziò a creare animazioni con insetti imbalsamati per scopi educativi, ma in seguito vide le possibilità offerte da questa tecnica e divenne in seguito uno dei più grandi maestri dell'animazione a passo uno. Le sue prime pellicole, realizzate negli anni dieci del Novecento, erano commedie nere sulle vite familiari degli scarafaggi, e furono così rivoluzionarie che gli fecero guadagnare una decorazione dallo zar Nicola II. Starewicz produsse molti dei suoi film con gli insetti nello studio di Aleksandr Chanžonkov dove lavorò anche come direttore della fotografia e regista di film con attori, spesso combinando riprese dal vero con l'animazione a passo uno come in Noč' pered Roždestvom del 1913. Starewicz lasciò la Russia dopo la rivoluzione d'ottobre, e per molti anni l'industria dell'animazione rimase paralizzata.

## Dopo la rivoluzione
L'animazione vide una rinascita nel 1924 quando la Mežrabpomfil'm distribuì il film acclamato dalla critica Mežplanetnaja revoljucija, una satira di Aėlita che utilizzava la tecnica della cutout (chiamata all'epoca "animazione delle marionette piatte") assieme allo stile artistico del costruttivismo e venne sviluppato in modo indipendente da tre artisti — Nikolaj Chodataev, Zenon Komissarenko e Jurij Merkulov — che guidarono il primo studio d'animazione sovietico al VGIK. Nel 1925 fu seguito dalla pellicola prodotta dal governo Kitaj v ogne realizzato dallo stesso gruppo assieme a Ivan Ivanov-Vano, Vladimir Suteev, Valentina e Zinaida Brumberg (note come le sorelle Brumberg). Con 1 000 metri di pellicola e 14 fotogrammi al secondo, durò all'epoca più di 50 minuti, che lo rese il primo lungometraggio sovietico e uno dei primi al mondo.
Simultaneamente, l'animatore Aleksandr Buškin con l'aiuto di Dziga Vertov produsse una serie di corti animati Agit-Prop, film e sketch con sequenze animate con la cutout per la Sovkino come Sovetskie igruški e degli episodi di Kino-Pravda. Venivano realizzati come cartoni editoriali che facevano satira della borghesia, la chiesa e i paesi occidentali, usando uno stile del disegno molto abbozzato. Buškin pubblicò anche un libro sull'animazione nel 1926, Trjuki i multiplikacija (lett. "Trucchi e animazione").
Durante gli ultimi anni venti, l'industria iniziò ad essere meno agitata. Nel 1927 Merkulov, Ivanov-Vano e Daniil Čerkes diressero Sen’ka-Afrikanec per la Mežrabpom-Rus', film basato su un racconto fantastico in versi scritto da Kornej Čukovskij. Conosciuto come il primo film animato sovietico per bambini, unisce l'animazione tradizionale con alcune riprese dal vivo. Nello stesso anno, Ivanov-Vano e Čerkes lavorarono a Katok, un altro corto disegnato a mano caratterizzato da uno stile artistico originale per l'epoca (linee bianche su sfondo nero). Jurij Željabužskij e Nikolaj Bartram, fondatori del Museo dei giocattoli di Mosca, furono registi e sceneggiatori ed insieme produssero Priključenija Bolvaški , che combinava l'azione dal vivo e l'animazione a passo uno nella storia di un bambino di legno simile a Pinocchio. L'idea venne estesa al successore spirituale— Priključenija Bratiškina, la prima serie animata cinematografica sovietica che durò dal 1928 al 1931. Fu creata da Jurij Merkulov e Aleksandr Ptuško alla Mosfilm.
Nel 1928 Nikolaj Chodataev, sua sorella Olga e le sorelle Brumberg produssero il corto animato disegnato a mano Samodeskij mal'čik, con lo stile dell'arte tradizionale dei Nenci caratterizzato da una storia drammatica narrata con l'innovativa tecnica di stampa su una sottile celluloide. Il film di 24 minuti a passo uno Priključenija kitajčat venne diretto nello stesso anno da Maria Benderskaja e può essere considerato come un ritorno alle tradizioni di Władysław Starewicz.
Il film di Michail Cechanovskij Počta ("Posta") del 1929 costituì un ritorno alle tradizioni costruttiviste ma anche un importante passo in avanti: realizzato sia con la cutout che con i rodovetri, venne esportato e proiettato in tutto il mondo, mentre in Unione Sovietica cambiò la percezione dell'animazione come forma d'arte. Divenne anche il primo film d'animazione sovietico colorizzato ed uno dei primi ad avere la colonna sonora composta da Vladimir Deševov e una narrazione di Daniil Kharms nel 1930. Cechanovskij e la moglie Vera Cechanovskaja guidarono uno studio d'animazione alla Lenfil'm dove furono creati molti film in tecnica tradizionale e a passo uno durante gli anni trenta, tra cui il ben accolto Džyabža (1938) di Mstislav Paŝenko. Il gruppo applicò attivamente il colore utilizzando l'originale processo di trasferimento di colore inventato dagli specialisti della Len'film simile al Technicolor.
Nel 1933 la coppia collaborò con Dmitrij Šostakovič e Aleksandr Vvedenskij nel primo lungometraggio d'animazione tradizionale sovietico —Skazka o pope i o rabotnike evo Balde ("La storia del pope e del suo lavoratore Balda"), un'opera satirica vagamente ispirata al racconto fantastico in versi scritto da Aleksander Puškin e con lo stile dei poster ROSTA. Nonostante alcuni problemi, il film venne quasi completato e fu archiviato alla Lenfilm fino al 1941 quando venne quasi distrutto dall'incendio causato dai bombardamenti di Leningrado. Cechanovskij è accreditato anche con l'invenzione del suono grafico assieme a Arsenij Avraamov ed Evgenij Šolpo. Essi dovettero competere con Aleksandr Ivanov, Nikolaj Voinov e Panteleymon Sazonov che avevano realizzato molti corti animati basati sulla loro propria idea del "sonoro della carta disegnata".
Nel 1935 Aleksandr Ptuško diresse Il nuovo Gulliver, uno dei primi lungometraggi animati a combinare in maniera precisa il passo uno con attori reali (un ragazzo di quindici anni). Il film impiego da 1 500 a 3 000 pupazzi diversi con teste rimovibili e varie espressioni facciali, oltre a dei trucchi tecnici e di ripresa.
Il successo internazionale del film consentì a Ptuško di aprire una propria "divisione di animazione 3D" alla Mosfil'm che servì anche come una scuola per animatori alle prime armi. In quattro anni crearono una dozzina di corti a passo uno; la maggior parte di questi, come Lisa i Volk (1936), erano ispirati a racconti del folklore e dell'arte tradizionale russa (con il coinvolgimento di artisti di Palekh) e potevano essere visti a colori grazie al nuovo processo a tre colori ideato da Pavel Meršin. Nel 1939 Ptuško diresse Zolotoj ključik , basata su Il compagno Pinocchio di Aleksej Tolstoj e realizzato con il passo uno e sequenze dal vero.
Nello stesso periodo, Aleksandr Alekseev, fuggito in Francia durante la guerra civile russa, sviluppò la tecnica d'animazione dello schermo di spilli che permetteva una gran possibilità di effetti speciali ottenibili tramite l'uso di centinaia di migliaia di spilli che formavano diverse figure. Nonostante lo status di rifugiato bianco, in Unione Sovietica i suoi film erano molto conosciuti tra i professionisti ed ispirarono vari artisti, tra i più famosi vi era Jurij Norštejn. A metà degli anni novanta, la figlia di Alexeieff visitò Mosca e presentò i lavori del padre al Museo centrale statale del cinema. Oggi viene commemorato come un patriarca dell'animazione russa.

## Sojuzmul'tfil'm, 1936–1960
Nel 1933, a Viktor Smirnov, che dirigeva la Amkino Corporation di New York responsabile della distribuzione dei film sovietici nel Nord America, venne chiesto di studiare il processo dell'animazione negli studi Disney e Fleischer. L'anno successivo tornò a Mosca per fondare il Laboratorio Sperimentale dell'Animazione sotto il Direttorato principale dell'Industria Foto-Cinematografica dove lui, Alexej Radakov, Vladimir Suteev e Pëtr Nosov iniziarono a "sviluppare lo stile Disney". Nel 1935, lo stesso Walt Disney inviò una bobina con i corti I tre porcellini e quelli di Topolino al Festival del cinema di Mosca che diede un'impressione duratura agli animatori sovietici e agli ufficiali.
Il 10 giugno 1936 venne creato a Mosca lo studio Sojuzdetmul'tfil'm per le piccole e relativamente indipendenti unità d'animazione della Mosfil'm, Sovkino, Mežrabpomfil'm e lo studio di Smirnov. Dopo un anno verrà rinominato in Sojuzmul'tfil'm. L'amministrazione organizzò tre mesi di corsi dove gli animatori studiarono qualsiasi cosa, dal disegno e la regia fino alle basi di musica e recitazione. Per quattro anni alcuni dei più importanti animatori, tra cui Ivan Ivanov-Vano, le sorelle Brumberg, Alexandra Snežko-Blotskaja, Leonid Amalrik, Olga Chodataeva, Vladimir Suteev e Boris Dëžkin si concentrarono sulla creazione di corti nello stie disneyano, utilizzando esclusivamente la tecnica con i rodovetri. Dal 1937 in poi produssero anche pellicole a colori usando il processo a tre colori di Pavel Meršin.
Nel 1938 il gruppo padroneggiò il rotoscope, o Éclair come veniva chiamato in Russia sin dagli anni venti (per i proiettori Éclair), ma non tutti furono entusiasti della direzione presa e nel 1939 alcuni svilupparono il proprio stile. Ivanov-Vano diresse Moydodyr basato su una fiaba in versi e lui stesso considerò il film come un allontanamento da Disney. Suteev e Lamis Bredis presentarono un adattamento distintivo di Djadja Stëpa, mentre Leonid Amalrik e Vladimir Polkovnikov convertirono le storie del Dottor Ajbolit in una mini serie che durò dal 1939 al 1946, con animazioni complesse e un originale "protagonista umano positivo". Allo stesso tempo, Aleksandr Ivanov e Dmitrij Babičenko fecero un salto radicale verso i film agit-prop e del realismo socialista con pellicole come Ded Ivan e Boevye stranicy.
Con l'inizio della Grande guerra patriottica lo studio venne evacuato a Samarcanda e poi ad Almaty, assieme ad alcuni animatori chiave che continuarono l'insegnamento e la produzione di film, inclusi quelli di propaganda antifascista. Nel 1943 fecero ritorno a Mosca e pubblicarono molti film per bambini come Skazka o care Saltane (1943) delle sorelle Brumberg e Zimnjaja skazka (1945) di Ivanov-Vano — l'ultimo film ad utilizzare il processo sovietico a tre colori prima del passaggio all'Agfacolor. Lo studio di Ptuško alla Mosfilm venne chiuso mentre quello di Cechanovskij alla Lenfil'm venne distrutto da una bomba, portando così la Sojuzmul'tfil'm ad avere il monopolio sull'animazione sovietica.
Anche dopo la guerra le sue risorse furono limitate e 19 animatori del relativamente piccolo gruppo della Sojuzmul'tfil'm furono uccisi in battaglia. Un'intera generazione di animatori di Leningrado sparirono o morirono durante l'assedio alla città. Gli altri ritornarono invalidi dalla guerra, come Boris Dëžkin e Aleksandr Vinokurov (entrambi persero i loro occhi sinistri), Boris Butakov con una pallottola conficcata nella testa e Degtjarëv, privato del braccio destro, dovette imparare a lavorare da mancino Vladimir Suteev abbandonò l'industria dell'animazione al suo ritorno.
Il resto lavorò intensamente per preparare nuovi animatori e tra il 1945 e il 1948 quattro gruppi di studenti si laurearono alla VGIK. Continuarono anche a pubblicare corti e lungometraggi che li portarono al riconoscimento internazionale come Propavšaja gramota (1945) e Il cavallino gobbettino (1947), usato da Walt Disney per l'insegnamento dei suoi artisti. Nel 1948 il corto Čempion di Aleksandr Ivanov e del direttore artistico Evgenij Migunov venne accusato di formalismo e antropomorfismo a seguito della campagna anti-Disney durante la guerra fredda. Come ricordò Migunov, disegnava gli sfondi per il suo film successivo nel modo più realistico possibile, ed improvvisamente divenne "uno standard dorato" per i successivi dieci anni.
Dal 1950 al 1960 la gran maggioranza dei film animati era costituita da adattamenti di fiabe influenzati dalle opere di Viktor Vasnecov, Ivan Bilibin, Michail Vrubel', Palech, le miniature della Fedoskino e altri stili nazionali. Il metodo di produzione della Disney, con una chiara divisione del lavoro, venne implementato assieme ad un analogo della multiplane camera e crebbe la popolarità dell'Éclair (rotoscope). Secondo al rapporto del 1951 di Ivan Ivanov-Vano, era una misura temporanea che serviva come uno strumento d'insegnamento per gli animatori principianti. Molti attori importanti "recitarono" e doppiarono i personaggi, come Michail Astangov che appare come la bestia in Alen’kij cvetoček (1952).
Alcuni registi fecero un uso eccessivo del metodo mentre altri lo unirono assieme all'animazione tradizionale come per La regina delle nevi (1957) di Lev Atamanov. Molti si concentrarono sul disegno animale con un minore utilizzo del rotoscope. Tutto questo permise la distribuzione annuale di film prominenti dagli alti costi di produzione come Noč' pered Roždestvom (1951), Sneguročka (1952), L'incantesimo dello gnomo e Carevna-ljaguška (1954), I dodici mesi (1956) e Le avventure di Pinocchio (1959).

## Il disgelo di Chruščёv
I primi cambiamenti avvennero nel 1953 quando venne riaperta una divisione per i pupazzi alla Sojuzmul'tfil'm. Nel 1954 Evgenij Migunov assieme all'ingegnere Semën Etlis produsse il primo lungometraggio sovietico a passo uno dai tempi di Aleksandr Ptuško, ovvero Karandaš i Kljaksa - veselye ochotniki basato sulle avventure del clown sovietico Karandaš e del suo cane. Secondo Migunov, dovettero reinventare l'intero processo di produzione, organizzare una base tecnica, costruire e brevettare un dispositivo per le riprese in stasi, con una cinepresa dal movimento orizzontale e con pupazzi attaccabili. Anche per la prima volta usarono dei pupazzi con giunture a sfera e latex per rendere più espressivi i volti.
Furono seguiti da Vladimir Degtjarev che produsse molti film tra cui Krasa nenagljadnaja (1958) e Kto skazal mjau? (1962), Roman Kačanov e Anatolij Karanovič diressero il pluripremiato Bljublennoe oblako (1959) che univa l'animazione a passo uno, tradizionale e cutout, Vadim Kurčevskij e Nikolaj Serebrjakov il cui loro stile era caratterizzato da una estensiva ricerca estetica di una "combinazione del realismo e del barocco". Sergej Obrazcov e il suo gruppo produssero anche molti film utilizzando le marionette.
Nel 1957 Migunov diresse Znakomye kartinki basato sugli sketch del cabarettista Arkadij Rajkin che appare anche nel corto: ciò che lo rese speciale era uno stile radile delle caricature delle riviste, dato che la satira di Rajkin non si collocava nella direzione artistica "realistica". Non passò molto tempo fino a quando gli altri animatori decisero di abbandonare quello stile. Nel 1958 Alexandra Snežko-Blotskaja distribuì un adattamento della storia di Arkadij Gaidar Skazka o Malʹčiše-Kibalʹčišea ispirato allo stile dei poster ROSTA, mentre Boris Stepancev e Evgenij Rajkovskijy diressero il postmoderno Petja i Krasnaja Šapočka che si avvicinava allo stile di Tex Avery.
Tra il 1960 e il 1962 sul grande schermo apparve un'intera serie di pellicole "formalistiche" come Čelovečka narisoval delle sorelle Brumberg, Ključ di Lev Atamanov, Cipollino di Boris Dëžkin e Dikie Lebedi di Mikhail e Vera Cechanovskij — la prima pellicola sovietica in widescreen che introdusse lo stile gotico. Ivanov-Vano entrò in nuovi campi con Letajušij proletarij (1962), il primo cortometraggio widescreen a passo uno basato sulla poesia e l'arte di Vladimir Majakovskij che fece uso di marionette di carta in bassorilievo. Nello stesso anno Fëdor Chitruk fece il suo debutto alla regia con il corto primitivistico Storia di un crimine: realizzato con la cutout, viene raccontata una storia contemporanea che ricevette un'accoglienza positiva in tutto il mondo.

## Sojuzmul'tfil'm, 1964–1991
Negli anni seguenti molti animatori si allontanarono dal metodo di produzione standard e svilupparono i propri stili e approcci caratteristici. Il numero di pellicole salì tra la metà degli anni '60 ed i '70 e '80, fino a cinquanta all'anno. Furono prodotte molte mini-serie e antologie, mentre la quantità dei lungometraggi diminuì drasticamente.

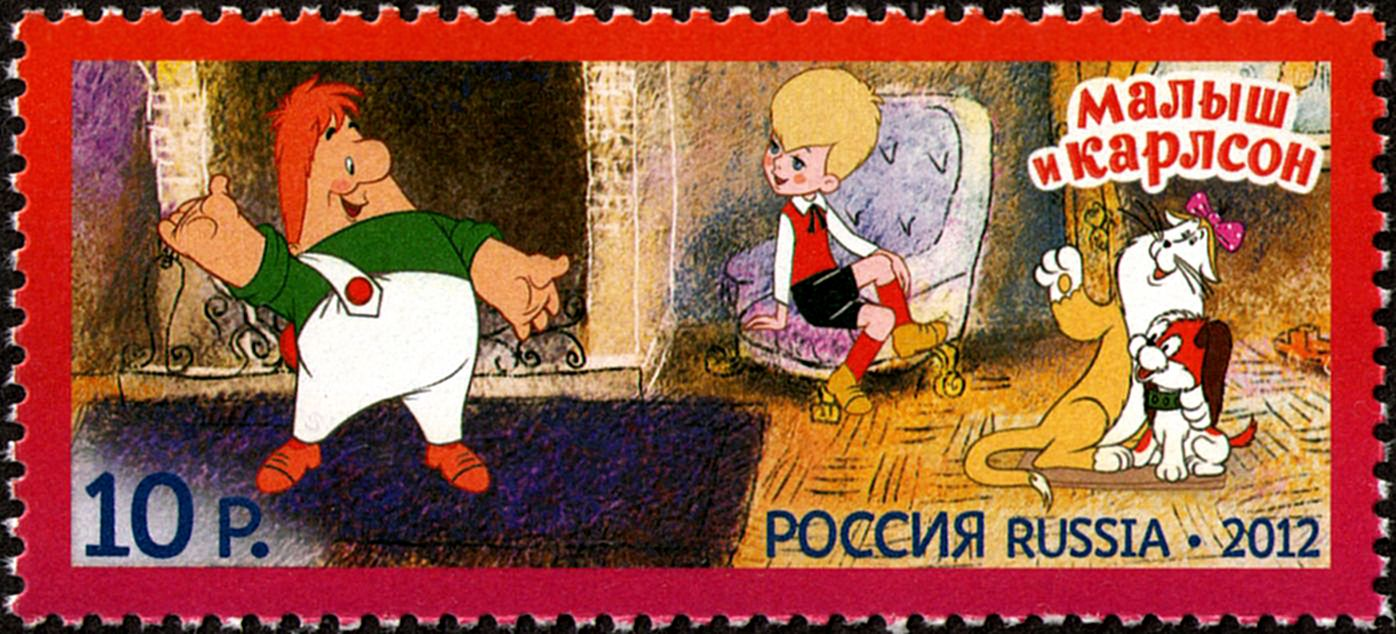
Un francobollo delle poste russe dedicato a Malyš i Karlson.

Il regista Boris Stepancev era noto per il suo desiderio di sperimentare e provare nuove tecniche. Tra i suoi film si possono ricordare la commedia postmoderna Vovka v tridevja carstve (1965), l'animazione con pittura su vetro Pesnja o sokole (1967), i due film popolari sul personaggi di Karlson (1968–1970) che facevano uso della xerografia e l'adattamento della fiaba dello Schiaccianoci Ščelkunčik (1973) che presenta la storia senza alcun dialogo parlato.
Anche alcuni patriarchi si unirono alla nuova ondata. Ivanov-Vano venne designato come direttore artistico della divisione puppazzi dove realizzò numerosi film a passo uno e cutout ispirati all'arte folkloristica russa, come Levša (1964) con i riferimenti ai lubok, Podi tuda, ne znaju kuda (1966) che utilizzava elementi del teatro rajok e skomoroch, Vremena goda (1969) basato sui pezzi di Čajkovskij e presentato come una combinazione di giocattoli Dymkovo e merletti, e il premiato Seča pri Keržence (1971) dove gli affreschi e le icone prendo vita.
Il veterano Boris Dëžkin lanciò una serie popolare di piccoli corti su due squadre in competizione in diverse discipline sportive come calcio, hockey, sci, boxe a altri. Durò dal 1963 fino al 1981 ed era famosa per il frenetico slapstick sincronizzato con la musica.

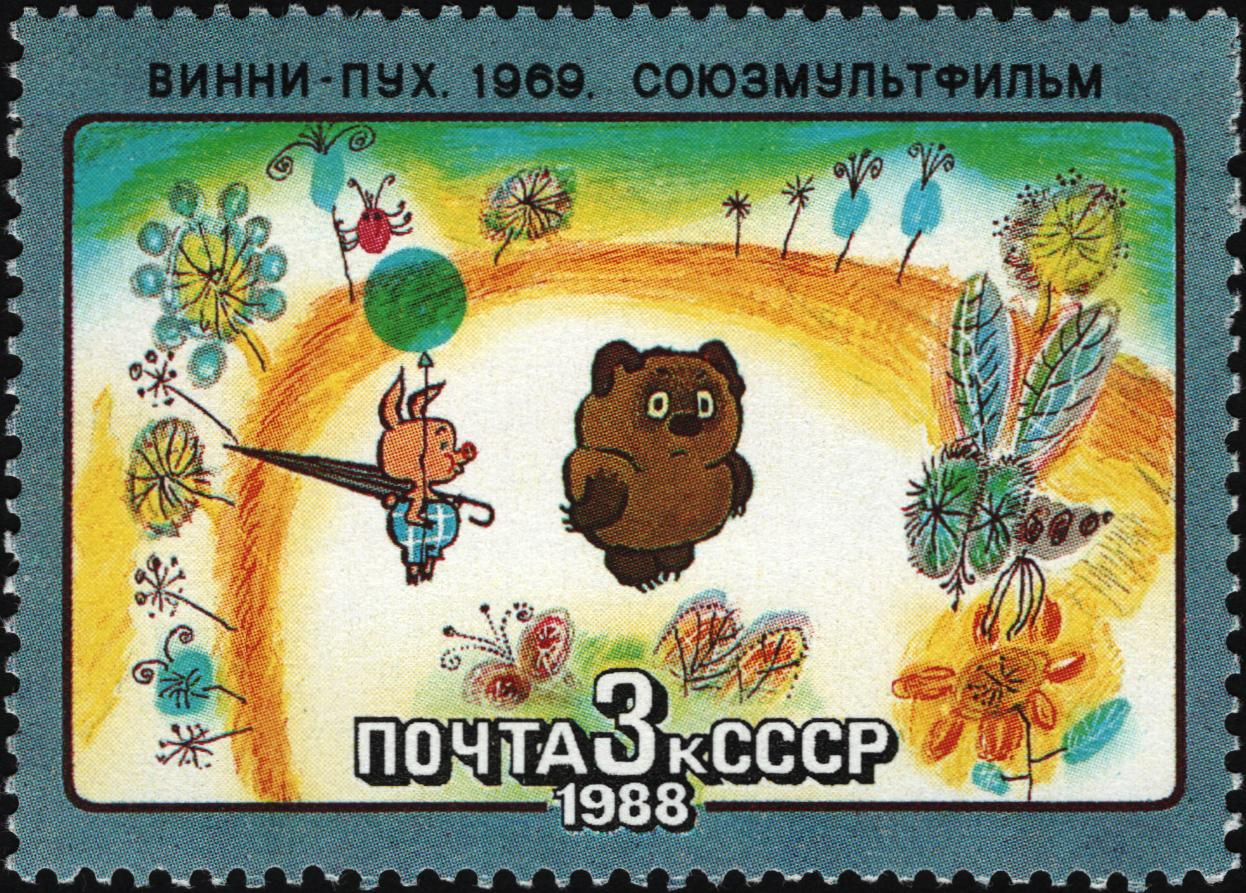
Francobollo del 1988 dedicato a Vinni-Puch.

Tra gli animatori orientati verso la politica vi erano Fëdor Chitruk, il cui corto satirico Čelovek v ramke (1966) venne tagliato dai censori, e Andrej Chržanovskij, autore del film surrealista Stekljannaja garmonika (1968). Dall'altra parte, alcune pellicole di Chitruk, Kanikuly Bonifacija (1965), Film, film, film (1968) ed in particolare la trilogia di Vinni-Puch ebbero un successo istantaneo tra i bambini e gli adulti. Quest'ultima serie differiva completamente dall'adattamento disneyano e per molti decenni continuarono ad aver successo tra gli spettatori dell'Europa orientale.
Roman Kačanov realizzò numerosi film per bambini, iniziando con il passo uno in Ljagušonok išet papu (1964), Varežka (1967) e la famosa serie dedicata al coccodrillo Čeburaška che lo ha reso uno dei più iconici personaggi della Sojuzmul'tfil'm. Verso i suoi ultimi anni di vita, lasciò il passo uno per dedicarsi all'animazione tradizionale con il film di fantascienza Il mistero del terzo pianeta (1981).

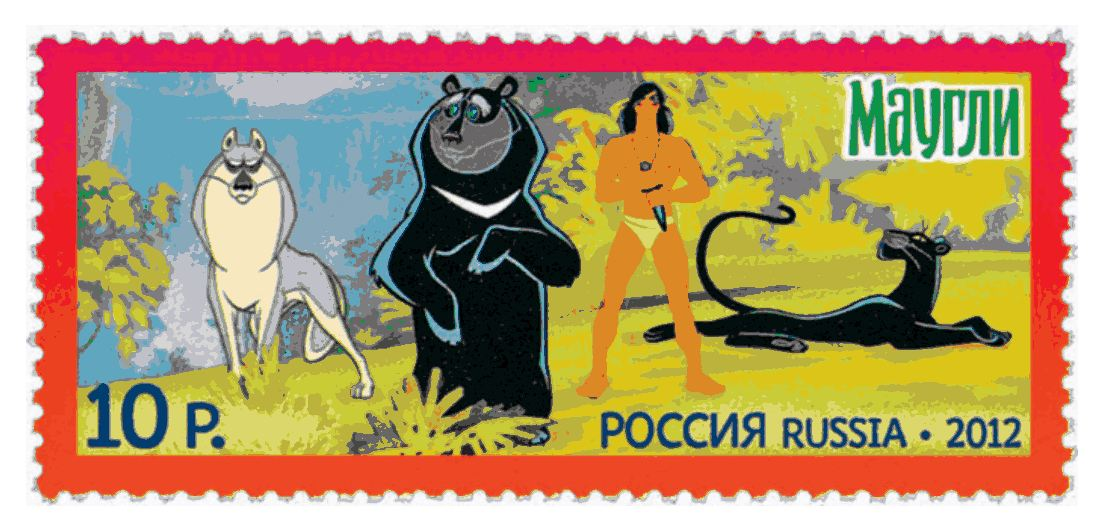
Maugli su un francobollo russo.

La miniserie Maugli di Roman Davydov venne distribuita dal 1967 al 1971. Anche se non concepita come una risposta all'omologo Disney Il libro della giungla (nonostante il primo episodio sia stato prodotto contemporaneamente al film), la serie appariva più adulta e più fedele allo spirito del libro. Nel 1973 i corti vennero uniti in un lungometraggio di 96 minuti. Davydov diresse in seguito molti film animati basati sulla storia e sul folklore russo.
La crescita della popolarità dell'industria d'animazione iniziò ad attirare persone provenienti da altre aree dello spettacolo. Vasilij Livanov, inizialmente un attore, finì i corsi per animatore e diresse molte pellicole sperimentali. Il suo più grande successo è stato il seguito de I musicanti di Brema (1969), un musical animato fortemente influenzato dalla cultura hippy e rock and roll e scritto da Jurij Entin e Gennadij Gladkov. La prima parte venne diretta da Inessa Kovalevskaja che anch'essa cambiò la sua professione da storica del teatro e si concentrò sui musical, spesso visualizzazioni della musica classica russa. Dopo che lei lasciò il progetto, Livanov diresse da solo il sequel, dove i tre personaggio principali erano doppiati dal famoso cantante pop sovietico Muslim Magomajev.

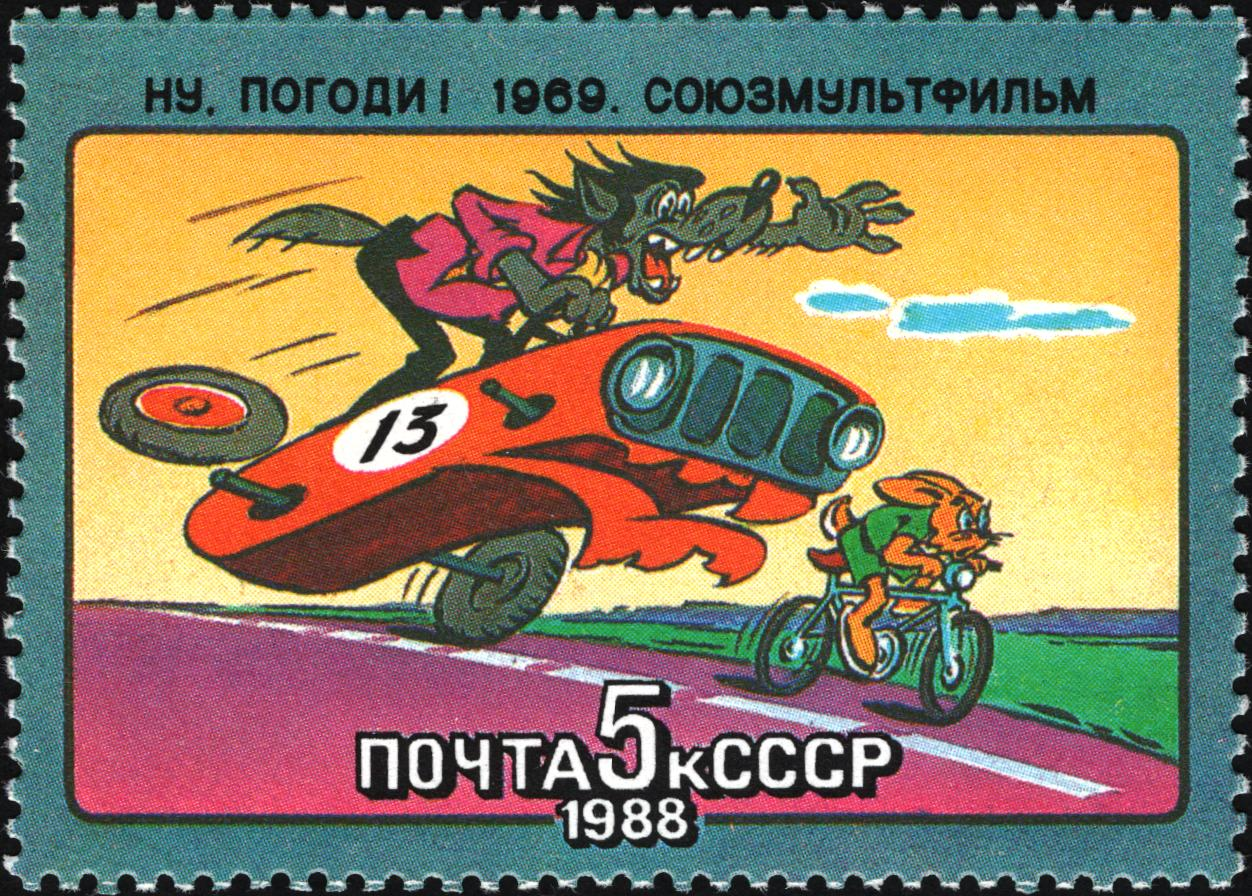
1988 CPA 5918

Il 1969 vide la nascita della serie animata più popolare della Russia ovvero Nu, pogodi! diretta da Vjacheslav Kotënochkin. Nei vari episodi, un lupo (Volk) cercava di inseguire una lepre (Zajac) in diverse ambientazioni e l'intera serie era caratterizzata da un'elevata qualità delle animazioni, la colonna sonora caratterizzata da musiche popolari. La serie originale durò dal 1969 al 1993, ma durante la meta degli anni duemila, il figlio del regista originale, Aleksej Kotënochkin, cercò di riavviare il cartone senza successo con due nuovi episodi.
Sempre nel 1969 venne creato da Anatolij Petrov "l'almanacco animato" Vesëlaja karusel’ con un totale di 41 episodes pubblicati nel corso di 45 anni. Ciascuna puntata combinava diversi corti sperimentali di nuovi registi come Leonid Nosyrev, Valerij Ugarov, Eduard Nazarov, Galina Barinova, Gennadij Sokolskij, Garri Bardin, Aleksandr Davydov e altri.
Molti di loro ottennero successivamente delle critiche positive lavorando nelle loro proprie nicchie. Anatolij Petrov mostrò un estremo realismo (prossimo al fotorealismo) senza l'utilizzo del rotoscopio, né della fotografia o di qualsiasi "trucco". Il suo stile era conosciuto come "fotografica", o "pittura grafica"; per molti anni sviluppò il cosiddetto effetto del velatura mossa in un ambiente tridimensionale utilizzando i materiali tradizionali dell'animazione: il risultato finale era molto vicino a quello ottenuto con la CGI avanzata molti anni prima che fosse stata inventata. Tra le sue migliori opere vi era Polygon (1977) e molte pellicole basata sulla mitologia greca.
L'amico di Petrov, Gennadij Sokolskij, si concentrò sui film ambientali con personaggi attraenti e colonne sonore d'ambiente: Serebrânoe kopytce (1977), Myšonok Pik (1978) e Priključenija pingvinënka Lolo (1986), una coproduzione con il Giappone diretta con Kenji Yoshida. Leonid Nosyrev esplorò il folklore della Russia settentrionale con film entografici basati sulle storie di Boris Šergin, Stepan Pisachov e Jurij Koval. Nel 1987 sette di questi vennero uniti nel film Smech i gore u Bela morja.
Uno dei più famosi animatori russi è Jurij Norštejn i cui film come Il riccio nella nebbia (1975) e Il racconto dei racconti (1979) hanno vinto numerosi premi ai festival internazionali. Nel 1984 Il racconto dei racconti è stato nominato come miglior film d'animazione di tutti i tempi all'Olympic Arts Festival di Los Angeles e all'Animafest del 2002 di Zagabria. Norštejn lavora dal 1981 su un film basato su Il cappotto di Gogol'.
Vladimir Popov era conosciuto sin dagli anni sessanta per i corti come Umka (1969) e Bobik v gostjach u Barbosa (1977), ma soltanto con la trilogia di Troe iz Prostokvashino (1978–1984) riuscì ad ottenere un grande successo: I personaggi e i loro tormentoni entrarono nel folklore russo e venne scelto come il terzo miglior film d'animazione di tutti i tempi in un sondaggio del 2014 condotto dalla Public Opinion Foundation.
Vladimir Tarasov fu uno dei rari registi sovietici a dedicarsi principalmente al genere fantascientifico. Tra le sue opere più importanti si possono ricordare il film influenzato da Yellow Submarine Kontakt (1978), Tir (1979), Kontrakt (1985) e Pereval (1988).
Stanislav Sokolov portò il passo uno a nuovi livelli: il suo approccio era caratterizzato da complesse strutture d'animazione e molteplici effetti speciali come nel premiato Čërno-beloe kino (1984) o Bol’šoj podzemnyj bal (1987). Negli anni successivi furono prodotti pochi film animati a causa della mancanza di finanziamenti da parte del governo. Garri Bardin, anche lui specializzato nelle pellicole a passo uno realizzate con fiammiferi (Konflikt), corde (Brak) e filo di ferro (Vykuratsy), era uno dei pochi registi che riuscì a far fronte ai profondi cambiamenti politici. Il suo Seryj Volk end Krasnaja Šapočka (1990) conteneva molte allusioni all'imminente dissoluzione dell'Unione Sovietica.

## Altri studi sovietici
A partire dal 1970 iniziarono ad apparire nuovi studi in tutto il territorio della RSFS Russa, tra i più famosi vi era la divisione Mul'ttelefil'm dello studio Ekran di Mosca che si occupava dei cartoni animati a basso costo per la televisione. Divenne conosciuta per molte serie TV popolari come Kot Leopol'd (1975–1987) di Anatolij Reznikov, Domovenok Kuzja (1984–1987) di Aida Zjablikova, Sledstvie vedut Kolobki (1986–1987) di Igor Kovalëv e Aleksandr Tatarskij, Priključenija porosenka Funtika (1986–1988) di Anatolij Solin, e per vari esperimenti televisivi.
Vladimir Samsonov riscoprì l'animazione con pittura su vetro con alcune pellicole come Čudesa (1980), Ogromnoe nebo (1982) e Žar-ptica (1984), mentre Aleksandr Tatarskij si dedicò alla clay animation con Plastilinovaja vorona (1981), Padal prošlogodnij sneg (1983) e la sigla d'apertura di Spokojnoj noči, malyši! sfruttando a pieno la malleabilità della plastilina. Samsonov e i suoi allievi impiegarono anche l'animazione totale. Mul'ttelefil'm gettò le basi per Pilot, il primo studio d'animazione sovietico privato fondato da Tatarskij e Kovalëv nel 1988. Entrambi miravano sia al genere d'autore sia a quello commerciale e pubblicitario, realizzando pellicole adulte dell'assurdo ispirate dalla Scuola dei Film d'Animazione di Zagabria.
Lo Sverdlovsk Film Studio divenne famoso per la sua animazione su vetro con un nuovo livello di qualità ottenuto da Alekseij Karaev (Dobro požalovat’!) e Aleksandr Petrov (Korova), come anche per l'animazione con la sabbia di Vladimir e Elena Petkevič (Skazočka pro kozâvočku). Tra gli altri studi vi erano il dipartimento dell'animazione alla Lennaučfil'm che produsse pellicole educative e di divulgazione scientifica, lo studio Perm'telefil'm di Perm' responsabile dei cartoni per la televisione basate sul folklore degli Urali, il Saratovtelefil'm di Saratov e molti altri.
Nel 1989 venne fondato un altro studio indipendente, il Christmas Films, dai veterani della Sojuzmul'tfil'm specializzato nelle coproduzioni internazionali che divenne famoso soprattutto per la serie anglo-russa Shakespeare: The Animated Tales (1992–1994) vincitrice di molti Primetime Emmy Awards.

## L'animazione russa oggi
Dopo il crollo dell'Unione Sovietica, la situazione per gli animatori russi cambiò in maniera drammatica dato che i sussidi statali diminuirono in modo significativo. Jurij Norštejn, Fëdor Chitruk, Andrej Chržanovskij e Eduard Nazarov fondarono una scuola ed uno studio nel 1993 tuttora attivo come SHAR Studio.
Molti studi riuscirono a sopravvivere producendo animazioni per le pubblicità e per commissione di grandi case statunitensi o di altri paesi. Ciò nonostante, ci sono state alcune co-produzioni internazionali che hanno avuto un grande successo, come ad esempio il già menzionato Shakespeare: The Animated Tales e il cortometraggio vincitore di un Oscar Il vecchio e il mare (1999), di Aleksandr Petrov tratto dall'omonimo romanzo di Ernest Hemingway. Tra il 1997 e il 1999 è stato distribuito un ambizioso progetto in 12 parti Neznajka na Lune, ispirata al racconto di fantascienza sovietico per bambini dallo stesso titolo e prodotto dalla F.A.F Entertainment di Aleksej Gus'kov seguendo le tradizioni dell'animazione tradizionale sovietica. Nonostante le difficoltà, Natal'a Lukinych ha stimato che i film d'animazione russi hanno vinto circa il doppio dei più prestigiosi premi internazionali negli anni novanta rispetto ai lungometraggi live-action.
Man mano che l'economia della Russia iniziava ad essere più stabile, anche il mercato dell'animazione si stabilizzò e nei primi anni duemila uscirono molti lungometraggi di emergenti studi russi (per esempio Karlik Nos del 2003 del Melnitsa Animation Studio, ispirato alla fiaba di Wilhelm Hauff, e Knjaz' Vladimir del 2006 prodotto dai Solnečnyj Dom Studio, basato sulla storia di Vladimir I di Kiev e attualmente il film d'animazione russo con i più alti incassi). Mentre la comunità dell'animazione russa è ancora lontana dal raggiungere lo splendore avuto nel periodo sovietico, si sta assistendo ad una ripresa e sta divenendo sempre più chiara che la rinata industria dell'animazione russa sarà molto diversa da quella verso la fine degli anni ottanta. In un'intervista del 2006, Andrej Dobrunov, presidente della Solnečnyj Dom, affermò che molti studi russi erano al lavoro su circa dieci lungometraggi animati.
Il 31 luglio 2006 fu distribuito Оsobennyj, il primo lungometraggio russo in CGI. Allo stesso tempo, la Sojuzmul'tfil'm strinse un accordo con Michail Šemjakin ed è attualmente al lavoro su Gofmaniada, un film realizzato in stop-motion deliberatamente senza l'uso dei computer. Nel 2007, venne lanciato il Morevna Project, per la creazione di un rifacimento in chiave fantascientifica del racconto popolare di Marija Morevna con lo stile degli anime utilizzando principalmente il software libero Synfig per rilasciarlo in seguito con la licenza Creative Commons. Altri famosi cartoni per internet sono Masjanja and Mr. Freeman. Una collaborazione tra lo Studio 4°C giapponese ed la russa Molot Entertainment ha prodotto il film anime First Squad (2009), vincitore del premio del Kommersant.
Agli inizi del 2009, l'animazione entrò in una nuova crisi dopo che la Goskino posticipò i finanziamenti per tutti i progetti, e per il bilancio del 2010 lo Stato dimezzò i fondi. La comunità dell'animazione reagì appellandosi al Presidente e ai cittadini. Nel 2010, molti degli studi maggiori, tra cui Pilot, furono chiusi o erano prossimi al fallimento. La vasta maggioranza degli sudi faceva affidamento al supporto statale e la Goskino non adempì ad alcuna obbligazione contrattuale per il pagamento dei film ordinati e che gli studi avevano già prodotto. Inoltre, la Disney venne accusata di usare pratiche anticoncorrenziali per emarginare la competizione nazionale russa sui canali televisivi.
Il 18 marzo 2010, il Centro del cinema nazionale pubblicò in Russia Space Dogs, un film in computer grafica ispirato alla storia dei cani del programma spaziale sovietico Strelka e Belka e che creò un franchise con un sequel ed una serie televisiva. Wizart Animation, assieme InlayFilm, ha prodotto una nuova versione in CG de La regina delle nevi, seguita dai sequel La regina delle nevi 2 (2014) e La regina delle nevi 3: Fuoco e ghiaccio (2016), assieme al loro primo film completamente originale Bianca & Grey e la pozione magica (2016). Sebbene questi film abbiano avuto successo in Russia, la loro qualità è stata messa in discussione in occidente al momento della distribuzione limitata nei cinema o direttamente in home video.
L'Animaccord Animation Studio ha avuto un grande successo nell'animazione televisiva in CGI con la serie per bambini Masha e Orso (2009–oggi), la cui enfasi sulla pantomima ha aiutato alla sua esportazione all'estero, venendo trasmesso in Italia dalla Rai dal 2009 e in streaming dall'agosto 2015 sulla versione americana di Netflix. Un'altra serie educativa longeva per bambini del Melnitsa Animation Studio chiamata Luntik viene trasmessa in Russia dal primo settembre 2006. Un primo successo in questo settore è stato Kikoriki, trasmesso dal 7 maggio 2004 fino al 2012 e prodotto dal Petersburg Animation Studio con il supporto del Ministero della cultura della Federazione Russa. I diritti per la distribuzione in lingua inglese furono acquistati dalla 4Kids Entertainment dal distributore internazionale Fun Game Media di Monaco e la serie venne trasmessa nel blocco The CW4Kids del canale The CW a partire dal 13 settembre 2008, con il nome di GoGoRiki. In Italia la serie è stata trasmessa su Italia 1 e Frisbee dal novembre 2006. Un fattore importante in molte produzioni animate russe è stato il supporto di Timur Bekmambetov che, con la sua compagnia Bazelevs, ha aiutato a produrre, finanziare e promuovere Kikoriki e La regina delle nevi.

## Studi di animazione popolari
- Sojuzmul'tfil'm
- Melnitsa Animation Studio
- Petersburg Animation Studio
- Animaccord Animation Studio
- Wizart Animation
- InlayFilm
- Toondra

### Articoli di giornale
- The St. Petersburg Times (Russia) – un articolo del 2006 riguardo al film Knjaz' Vladimir ed al futuro dell'industria dell'animazione in Russia
- Redrawing Russian History (18 maggio 2006)
- (RU) In-depth history of the appalling and criminal happenings at Sojuzmul'tfil'm during the 1990s
- (RU) An overview of Russian animated feature films in the 1990s and early 2000s
- (EN) Russian animation in search of a hero Maria Tereschenko, Russia Beyond the Headlines, 17 dicembre 2009